# Benin Golf Air
Benin Golf Air – benińska linia lotnicza z siedzibą w Kotonu. Linia rozpoczęła działalność w 2002 roku i działa na rynku regionalnych połączeń lotniczych w Afryce Zachodniej. Głównym węzłem jest Port lotniczy Kotonu.

## Flota
- 1 Boeing 737-200